# Will Durant
William James Durant, född 5 november 1885, död 7 november 1981, var en amerikansk filosof, historiker och författare. Han är känd bland annat för sitt verk The Story of Civilization, skriven tillsammans med hustrun Ariel Durant och utgiven i 11 band mellan 1935 och 1975. Han har även bland annat skrivit boken The Story of Philosophy (1926). Durant tilldelades Pulitzerpriset 1968 och Frihetsmedaljen 1977.